# Geron auricomus
Geron auricomus är en tvåvingeart som beskrevs av Hall 1976. Geron auricomus ingår i släktet Geron och familjen svävflugor. Inga underarter finns listade i Catalogue of Life.